# Cortiella
Cortiella är ett släkte i familjen flockblommiga växter. Dess arter förekommer i Himalaya och Tibet.

## Arter
Släktet har fem accepterade arter:
- Cortiella caespitosa R.H.Shan & M.L.Sheh
- Cortiella cortioides (C.Norman) M.F.Watson
- Cortiella hookeri (C.B.Clarke) C.Norman
- Cortiella lamondiana Fullarton & M.F.Watson
- Cortiella yatungensis J.J.Deng, C.Peng & X.J.He